# Comic Bom Bom
Comic Bom Bom (コミックボンボン?, Komikku Bonbon) è stata una rivista giapponese di manga kodomo pubblicata dalla Kōdansha per i bambini delle scuole elementari ogni 15 del mese.
Ogni uscita contava più di 700 pagine, delle quali più di 80 erano a colori. Come il suo rivale, il CoroCoro Comic, aveva all'interno i tie-in con vari giochi.

## Storia
La prima pubblicazione risale al 15 ottobre 1981, quando Mobile Suit Gundam era estremamente popolare. Sebbene questa serie sia per età maggiori, attraverso i modellini della serie ha raggiunto anche i ragazzi più piccoli.
Molte serie popolari furono pubblicate nel Comic Bom Bom, come: SD Gundam, Rockman e Medarot.
Con l'uscita di gennaio 2006, il Comic Bom Bom è stato aggiornato, attraverso un nuovo logo ed il passaggio dal formato A5 a B5, lasciando tuttavia intatto il costo, a 480 yen.
A causa del calo delle vendite, a fine 2007 è stato sostituito dal Gekkan Shonen Rival.

## Serie pubblicate

### Anni ottanta
- Plamo Kyoshiro
- Taiyo no Kiba Dougram
- Seisenshi Dunbine
- Armored Trooper Votoms
- Ginga Hyōryū Vifam
- Jūsenki L-Gaim
- Ge Ge Ge no Kitaro
- Iyahaya-kun
- Mobile Suit Gundam MS Senki
- Mobile Suit Zeta Gundam
- Mobile Suit Gundam ZZ
- Shin Plamo Kyoshiro
- I cinque Samurai
- Plamo Kyoshiro Musha Gundam
- SD Gundam Gaiden Knight Gundam Monogatari Lacoa no Yuusha

### Anni novanta
- Gundlander
- Kouryu Densetsu Villgust
- Mobile Suit Gundam F91
- Ultra Ninpocho (1992-2001)
- Rockman X
- Shin Musha Gundam Chou Kidou Daishougun
- Chou Musha Gundam Bushin Kirahagane
- Chou Musha Gundam Touba Daishougun
- Medarot (1997-2003)
- Shin Iyahaya-kun
- SD Gundam Fullcolor Theater
- Cyborg Kuro-chan
- Chou Musha Gundam Tensei Shichinin Shuu
- Chou Musha Gundam Musha Senki Hikari no Hengen Hen
- Transformers Beast Wars II
- Microman
- King of Bandit Jing
- Doonto! Dragon Kid!
- Herohero-kun

### Anni 2000
- SD Gundam Eiyuden
- SD Gundam Mushamaruden trilogia
- Gekitou! Crush Gear Turbo
- Shin Megami Tensei Devil Chidren
- Shin Megami Tensei Devil Chidren Light & Dark
- Do Suru Paradise
- Mr. Driller
- Crush Gear Nitro
- Magician Tantei A
- Taiko no Tatsujin
- SD Gundam Force
- Musharetsuden Bukabuka Hen
- SD Gundam Musha Banchō Fūunroku
- Spiderman J
- Mobile Suit Gundam SEED Destiny
- Transformers Galaxy Force
- Metroid Prime
- Metroid Samus & Joe
- Metroid Episode of Aether
- Ultra Ninja Manual Flash
- Big Bad Daddy
- Tarpan
- Angel's Frypan
- Deltora Quest
- Star of Happiness Haghal
- Goki-chan
- Roboo!
- Anzu-chan
- Mahou Sensei Negima! neo
- Totsugeki Chicken!
- Umi no Tairiku NOA PLUS+
- Monster Soul